# Kościół Narodzenia Najświętszej Maryi Panny w Koczale
Kościół pw. Narodzenia Najświętszej Maryi Panny w Koczale – rzymskokatolicki kościół parafialny należący do parafii pw. Narodzenia Najświętszej Maryi Panny w Koczale, dekanatu Miastko, diecezji koszalińsko-kołobrzeskiej, metropolii szczecińsko-kamieńskiej, zlokalizowany w Koczale, w gminy Koczała, w powiecie człuchowskim, w województwie pomorskim.

## Historia
Świątynię wybudowano wraz z wieżą w latach 1901–1902 w stylu neogotyckim. Poświęcona została 27 listopada 1902 roku przez ks. Otto Gronau, ówczesnego proboszcza. Pierwotnym patronem była św. Maria Magdalena. 19 maja 1891 roku w miejscu obecnego kościoła spłonęła drewniana świątynia na skutek uderzenia przez piorun. W 1695 roku wcześniejszy drewniany kościół spłonął również poprzez uderzenia pioruna. Wezwanie Narodzenia Najświętszej Maryi Panny nadano po II wojnie światowej.

## Wnętrze
Wewnątrz świątyni znajduje się barokowe wyposażenie, które zostało uratowane z drewnianego kościoła przez wiernych. Wkomponowane zostało ono w dwudziestowieczną stylistykę, na którą składa się: 
- późnobarokowy ołtarz główny z pierwszej połowy XVIII wieku z dwoma obrazami na płótnie,

- późnobarokowy lewy ołtarz boczny św. Marii Magdaleny z 1701 roku,
- rokokowy prawy ołtarz boczny z początku XVIII wieku z późnobarokowym obrazem Matki Bożej Bolesnej,
- późnobarokowa ambona z początku XVIII wieku z biblijnym Samsonem
- rokokowa chrzcielnica z pierwszej połowy XVIII wieku.

W świątyni znajdują się również zabytkowe organy.

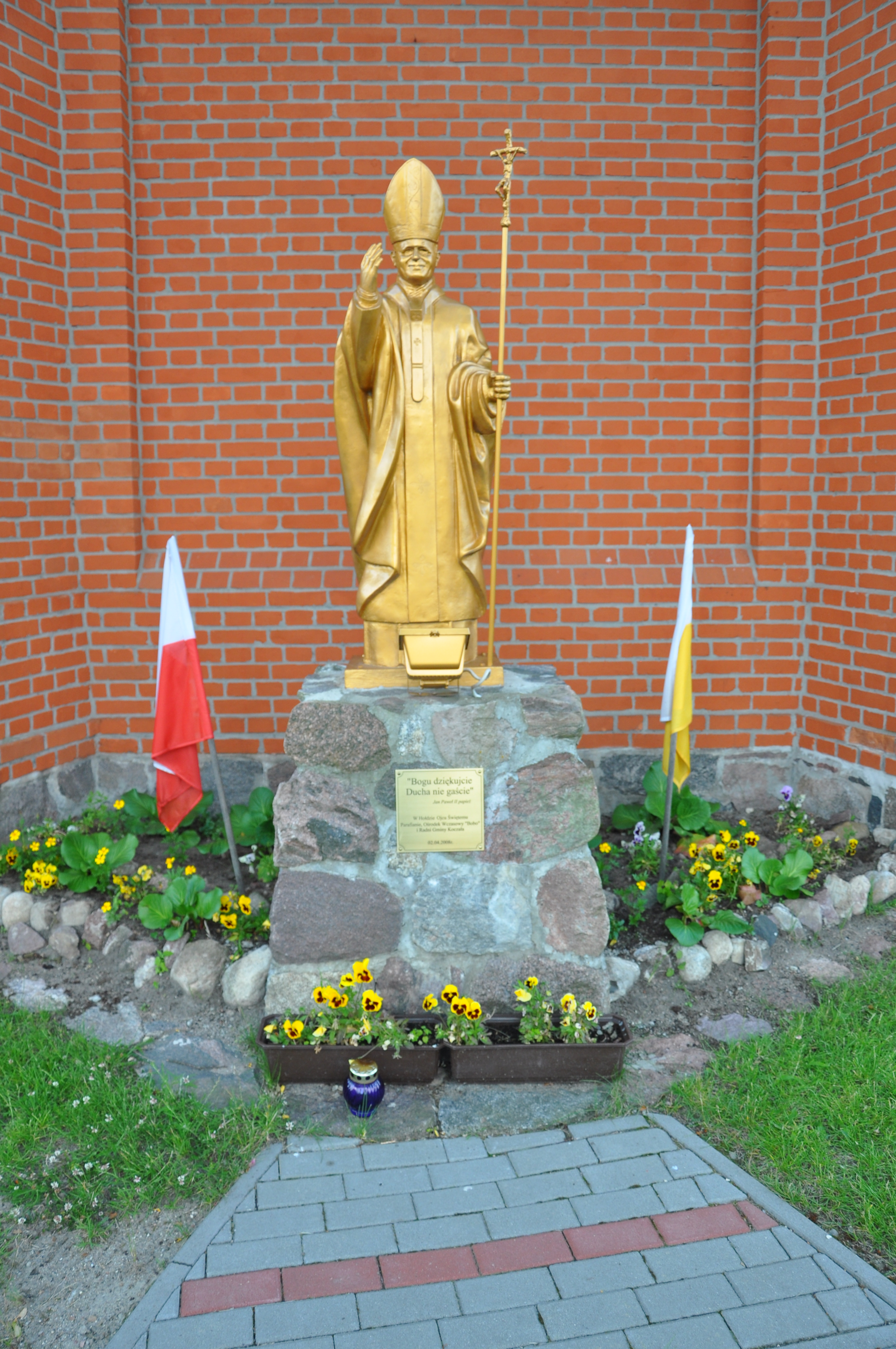
Przykościelny pomnik Jana Pawła II

## Proboszczowie
| ks. Otto Gronau           | 1862–1911 |
| ks. Franciszek Spors      | 1911–1936 |
| ks. Maksymilian Münchbera | 1937–1947 |
| ks. Jan Dec               | 1947      |
| ks. Władysław Holak       | 1947–1974 |
| ks. Jan Szmelter          | 1974–1991 |
| ks. Kazimierz Gierszewski | 1991–1998 |
| ks. Józef Oleski          | 1998–2016 |
| ks. Andrzej Malczyński    | od 2016   |